# 大韓民国の観光
大韓民国の観光（だいかんみんこくのかんこう）は、大韓民国国内における観光及び、韓国人による国外への観光を記載する。

## 概要
大韓民国の旅行者の大半は、韓国人である。韓国国内は、鉄道やバスなどの広いネットワークがあり、国内の大部分から、日帰り旅行が可能な距離にある。
外国人観光客は、アジア各国から訪れる人が多い。特に中国（香港）、日本、台湾からの観光客は多く、全体の75％を占めている。また、東南アジアからの観光客も多い。海外旅行客は、仁川国際空港の利用者が最も多く、金海国際空港の空港も訪れる人が多い。

## 観光スポット
ソウル、慶州、公州市、扶餘郡などの古都には、歴史的観光名所が多い。
白頭大幹や、その一部である雪岳山・智異山などは、自然のスポットを含んでいる。
また、韓国には、済州島をはじめとする、鬱陵島などたくさんの島が存在し、日本との領土問題となっている竹島も韓国が占領している。
多くの地域では、毎年恒例の祭りが行われている。例として、保寧市の保寧マッドフェスティバル、清道郡の闘牛祭りなどが挙げられる。
なお、ソウルでは宿泊施設が、高額な一流ホテルか安いモーテルに二極化しており、増加する外国人観光客のための手頃な値段の中級ホテルが不足している。韓国では宿泊業は賤業とみなされることが多く、新規建設には反対されることが多い。

## 韓国人による海外旅行
韓国では、1989年の海外旅行自由化以来、海外旅行者が増加している。2006年には、韓国人が海外旅行に10兆ウォン（約111億ドル）を費やしている。海外旅行者の大半が、中国や日本のような近隣諸国を訪れるが、東南アジア、ヨーロッパ、北アメリカ、オセアニアを訪れる人も多い。

### 北朝鮮への旅行
1990年代後半、韓国人観光客は、朝鮮民主主義人民共和国（北朝鮮）の限られた区域を訪れることが許可された。最も有名な例では、軍事境界線近くの北朝鮮の名山金剛山がある。しかし、2008年7月11日に韓国人女性観光客が射殺されるという事件が起こっており、それ以来再開されていない。2010年4月に北朝鮮が再開を韓国に求めている。
なお韓国は、北朝鮮を国家として認めていないため、正確には北朝鮮への渡航は海外渡航ではない。そのため、渡航に際して旅券の携帯は必要ないが、南北往来専用の身分証が必要である。また、韓国人、韓国を経由した外国人の訪朝には、統一部長官の事前許可が必要である。許可なく訪朝した場合、国内法により罰せられる。

### 日本への旅行
訪日外国人観光客数は2014年から5年間で約2.7倍と成長し、2018年に史上最多となる753万人を達成したものの、日韓関係悪化により、2019年には約177万人減の558万人までに落ち込んだ。

## イベント
韓国は、1988年のソウルオリンピック、1993年の大田国際博覧会、2002年のFIFAワールドカップ（日本と共同）、2005年のAPECの会議、2018年の平昌オリンピックなど、国際的なイベントを主催している。